# Pienice, Tỉnh West Pomeranian
Pienice [pjɛˈnit͡sɛ] (trước đây là Herzberg của Đức) là một khu định cư ở khu hành chính của Cảnh sát Gmina, thuộc Hạt Cảnh sát, West Pomeranian Voivodeship, ở phía tây bắc Ba Lan, gần biên giới Đức. Nó nằm khoảng 15 kilômét (9 mi)  phía bắc của Cảnh sát và 27 km (17 mi) phía bắc thủ đô khu vực Szczecin.
Trước năm 1945, khu vực này là một phần của Đức. Đối với lịch sử của khu vực, xem Lịch sử của Pomerania.
Khu định cư có dân số 7 người.